# 发电机

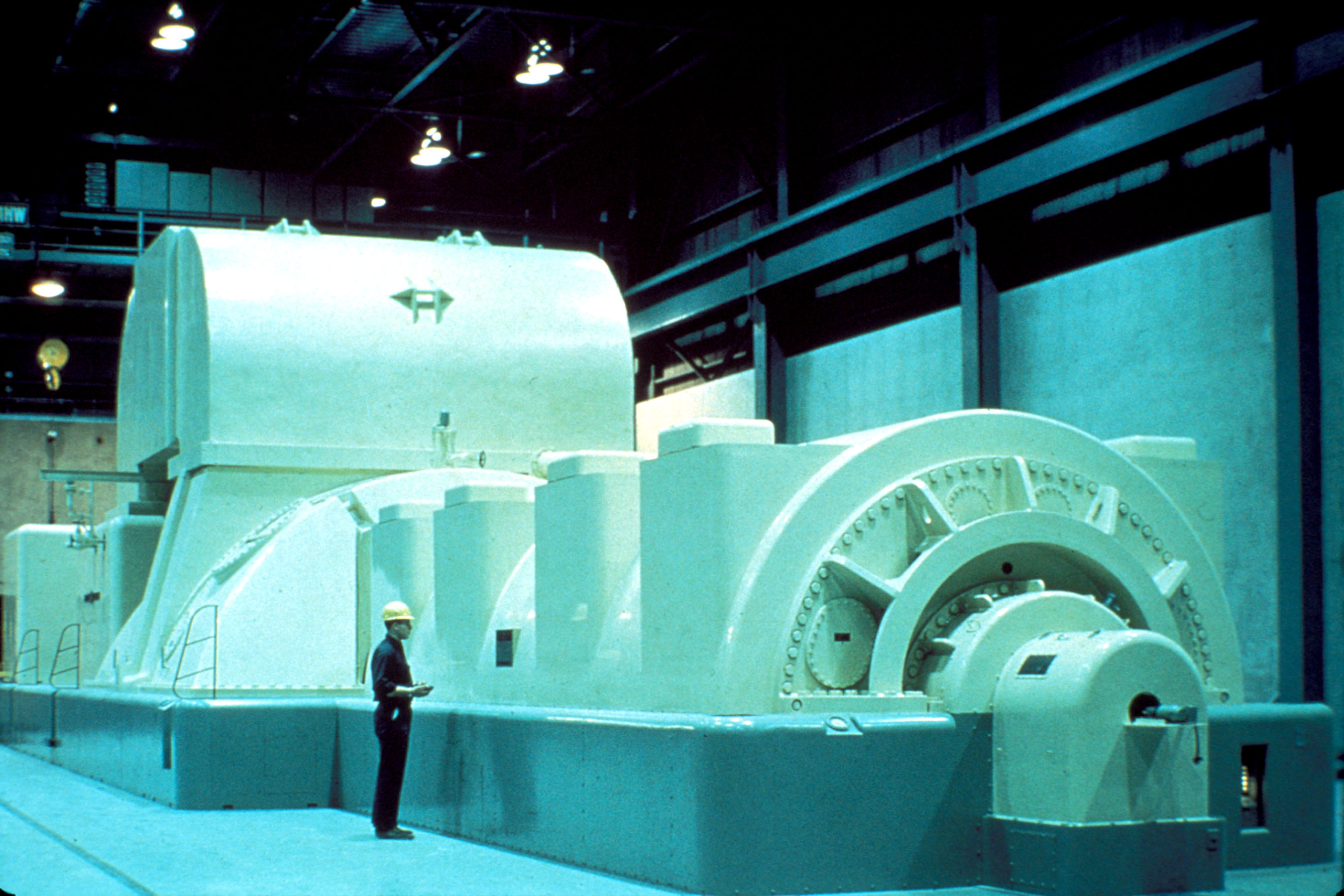
美国核能管理委员会的一个现代蒸汽发电机(STG).

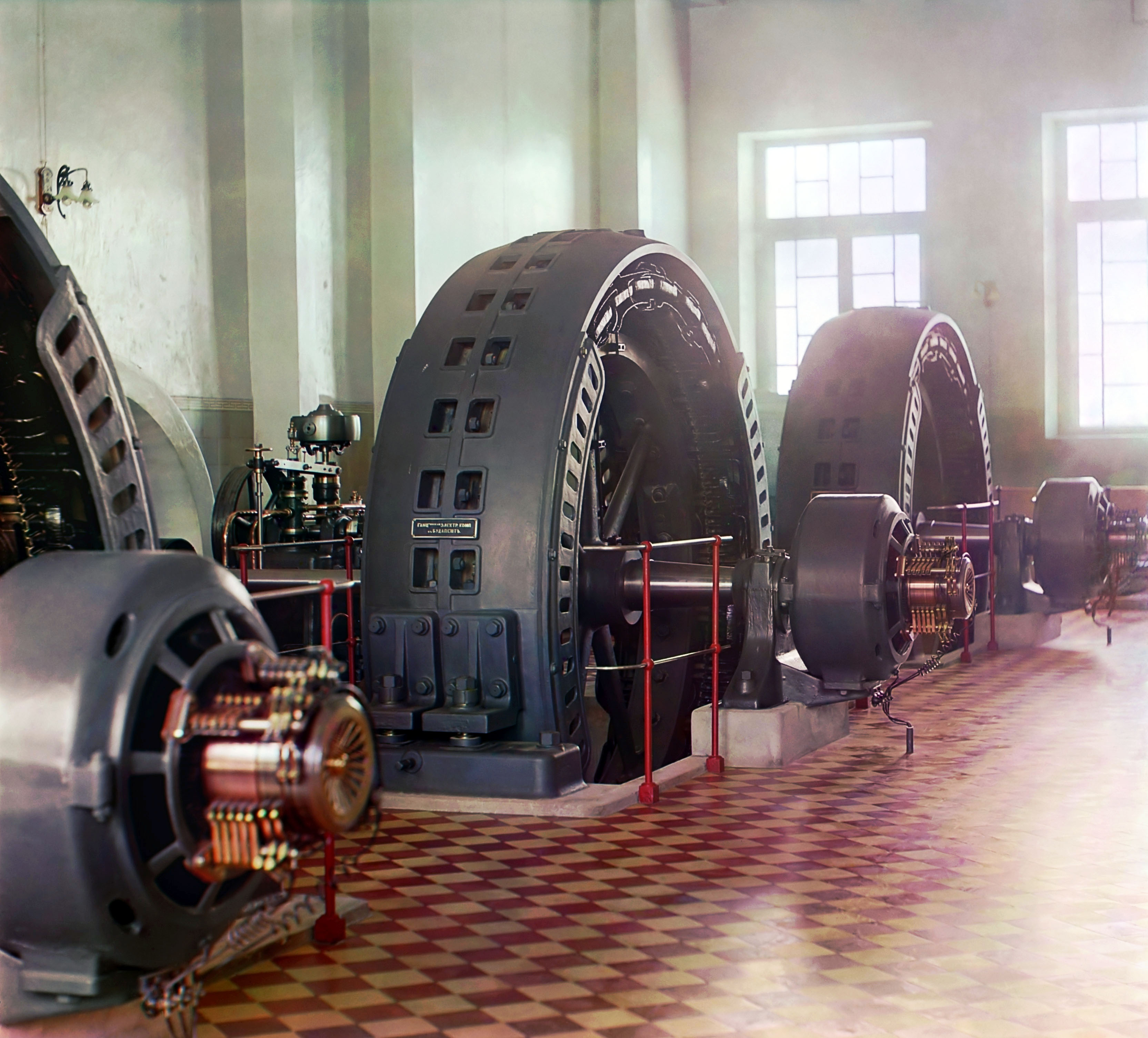
哈薩克的水力發電機

发电机是把動能或其它形式的能量转化成电能的装置。一般的發電機是通过原动机先将各类一次能源蕴藏的能量转换为机械能，然后通过发电机转换为电能，经输电、配电网络送往各种用电场所。
發電機與電動機基本原理相反。電動機是利用通入電流的線圈產生磁場而形成電磁鐵，以磁鐵間的磁力作用推動線圈作功，是運用「電流磁效應」原理將電能轉換功的裝置。發電機是利用各種動力（如水力、風力）使線圈在磁鐵的兩極間轉動；當線圈轉動時，線圈內的磁場改變，因此產生感應電流，是運用電磁感應原理將動力所作的功轉換成電能的裝置。

## 类型
由于一次能源形态的不同，可以制成不同的发电机。
- 利用水力资源和水轮机配合，可以制成水轮发电机；利用位差，可以制成容量和转速各异的水轮发电机，其原理是水受到地球重力影響而往下流動，藉由水流的能源驅動渦輪產生發電效果，但缺點是若位差太小導致流速不夠快，就無法穩定的供電。

- 利用煤、石油、天然氣作為發電燃料，和锅炉配合，可以制成蒸汽渦轮发動机，这种发电机多为高速电机(3,000 rpm)。

- 此外还有利用风能、原子能、地热、潮汐等能量的各类发电机。

此外，由于電流流動方式的不同又分作直流发电机和交流发电机。目前廣泛使用的都是交流发电机。

## 结构
发电机通常由定子、转子、端盖及轴承等部件构成。定子由定子铁芯、线包绕组、机座以及固定这些部分的其他结构件组成。转子由转子铁芯（或磁极、磁扼）绕组、护环、中心环、滑环、风扇及转轴等部件组成。由轴承及端盖将发电机的定子，转子连接组装起来，使转子能在定子中旋转，做切割磁力线的运动，从而产生感应电势，通过接线端子引出，接在回路中，便产生了电流。

## 分类

### 轴向磁场发电机
轴向磁场发电机也可以叫圆盘发电机，因其主磁场方向为轴向，所以轴向较小，径向尺寸较大而得名

### 径向磁场发电机
径向磁场发电机，现在常用的发电机就是径向磁场发电机。因其主磁场方向为径向而得名，所以轴向尺寸较大，或许也可以叫做圆柱发电机了。

## 发电机组

發電機結構

发电机组的工作原理就是发电机在原动机的带动下不断地运转，从而达到发电的目的。例如，在柴油发电机组的汽缸裡，空气经过空气滤清器过滤以后就变成了洁净的空气，发电机组工作时，進氣閥門開啟吸入新鮮空氣，閥門關閉後，活塞上推壓縮空氣，當活塞到達上死點時噴油嘴噴出霧化柴油，由於汽缸內原先被壓縮的新鮮空氣壓力、溫度極高，柴油噴出後會直接燃燒，燃燒的氣體体积膨胀，推动活塞向下运动，最後排氣閥門開啟，排出燃燒後廢氣。各个发电机组的汽缸轮流重复这种上下运动，就带动了发电机组曲轴的旋转。
发电机组属于自备型电站交流应急供电设备的一种类型，它是一种独立的小型发电设备，以柴油内燃机作动力，驱动同步交流发电机而发电。是由柴油机（小型的會使用汽油引擎）、发电机、控制屏、公共底座等组件组成的钢性整体。通常在醫院、電信機房、資料中心、工廠、核電廠或重要國防、政府機構等地會安裝，以在外部供電中斷時使用。由於發電機組啟動需要時間，因此常會搭配設置電池組以保持連續穩定的供電。
有些發電機組可以移動，例如使用車輛載運或拖行，小型的發電機組可以手提攜帶或裝有輪子可推行。這類發電機組可因應臨時性使用或是電力供應無法到達的地區使用。

## 相對轉速
| 極數量 | 50 Hz轉速（RPM） | 60 Hz轉速（RPM） | 400 Hz轉速（RPM） |
| ------ | ---------------- | ---------------- | ----------------- |
| 2      | 3,000            | 3,600            | 24,000            |
| 4      | 1,500            | 1,800            | 12,000            |
| 6      | 1,000            | 1,200            | 8,000             |
| 8      | 750              | 900              | 6,000             |
| 10     | 600              | 720              | 4,800             |
| 12     | 500              | 600              | 4,000             |
| 14     | 428.6            | 514.3            | 3,429             |
| 16     | 375              | 450              | 3,000             |
| 18     | 333.3            | 400              | 2,667             |
| 20     | 300              | 360              | 2,400             |
| 40     | 150              | 180              | 1,200             |

## 交流發電機
交流發電機是發電機的一種，它可將機械能轉換成交流電流形式的電能。

### 發展史

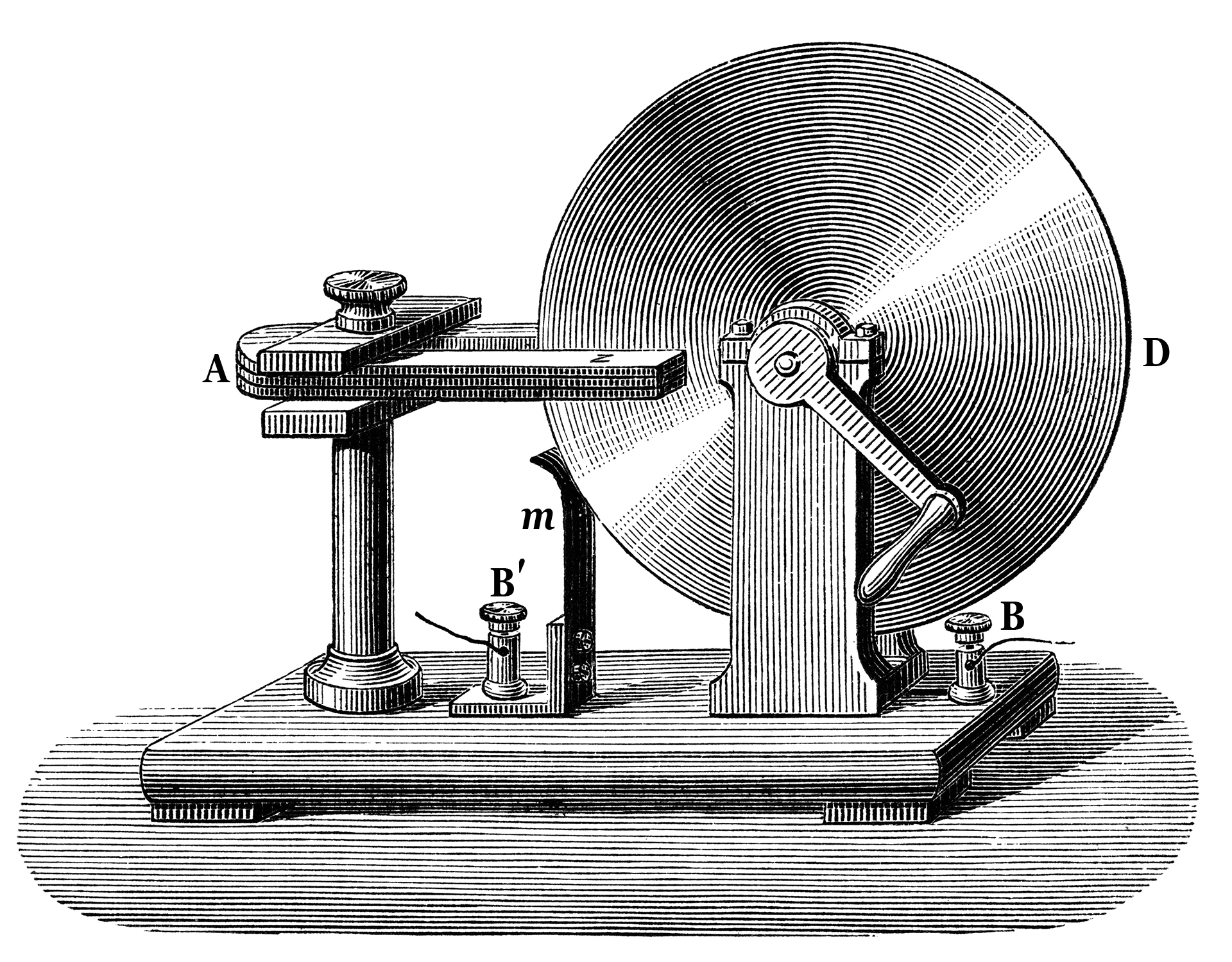
法拉第圆盘是第一部发电机。马蹄形磁铁"（A）"通过圆盘"（D）"产生磁场。 当圆盘被转动时，感应电流径向向外从中心流向边缘。

- 當發現了電磁感應後，產生交流電流的方法則被曉得。早期的成品由麥可·法拉第與波利特·皮克西等人開發出來。
- 1866年，維爾納·馮·西門子提出了發電機的工作原理，並由西門子公司的一名工程師完成了人類第一台交流發電機。
- 1882年，英國電工詹姆斯·戈登建造了大型雙相交流發電機。開爾文勳爵與塞巴斯蒂安·費蘭蒂開發早期交流發電機，頻率介於100赫茲至300赫茲之間。
- 1891年，尼古拉·特斯拉取得了「高頻率」（15,000赫茲）交流發電機的專利。
- 1891年後，多相交流發電機被用來供應電流，此後的交流發電機的交流電流頻率通常設計在16赫茲至100赫茲間，搭配弧光燈、白熾燈或電動機使用。

當導體周圍的磁場發生變化，感應電流在導體中產生。通常情況下，旋轉磁體稱為轉子，導體繞在一個鐵芯上的線圈內的固定組，稱為定子，當其跨越磁場時，便產生電流。

## 直流發電機
直流發電機是發電機的一種，它可將機械能轉換成直流電的發電機。
- 1866年，維爾納·馮·西門子與西門子公司其他工程師發明了人類第一台直流發電機。
- 1882年：愛迪生電燈公司在倫敦建立了第3座發電站，安裝了3台110伏特直流發電機，可為1500個16瓦的白熾燈供電。

隨著交流電的普及，大型直流發電機已成為歷史。現在，如果需要直流電，會利用整流器把交流電整流成直流電。

## 圖片

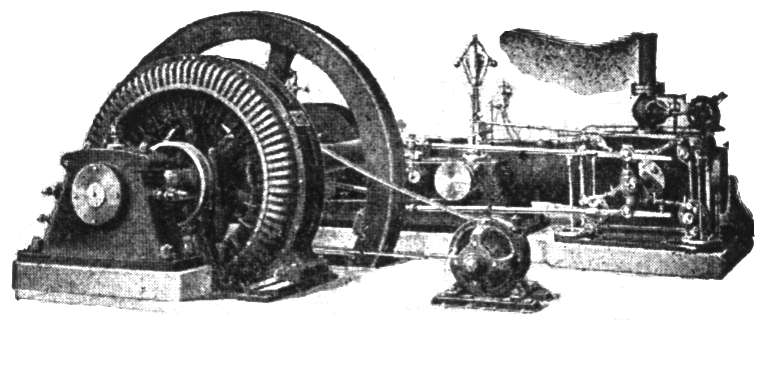
1900年75 KVA的交流發電機
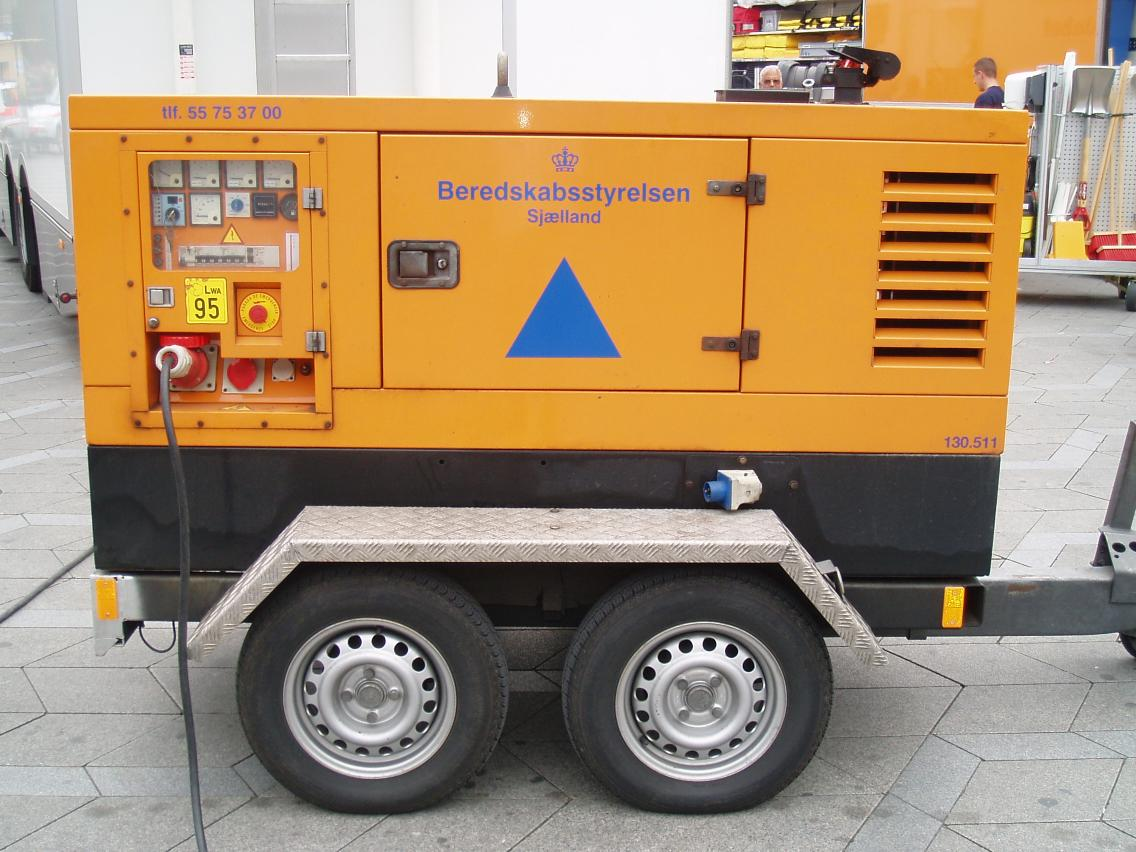
40 kVA移動柴油發電機
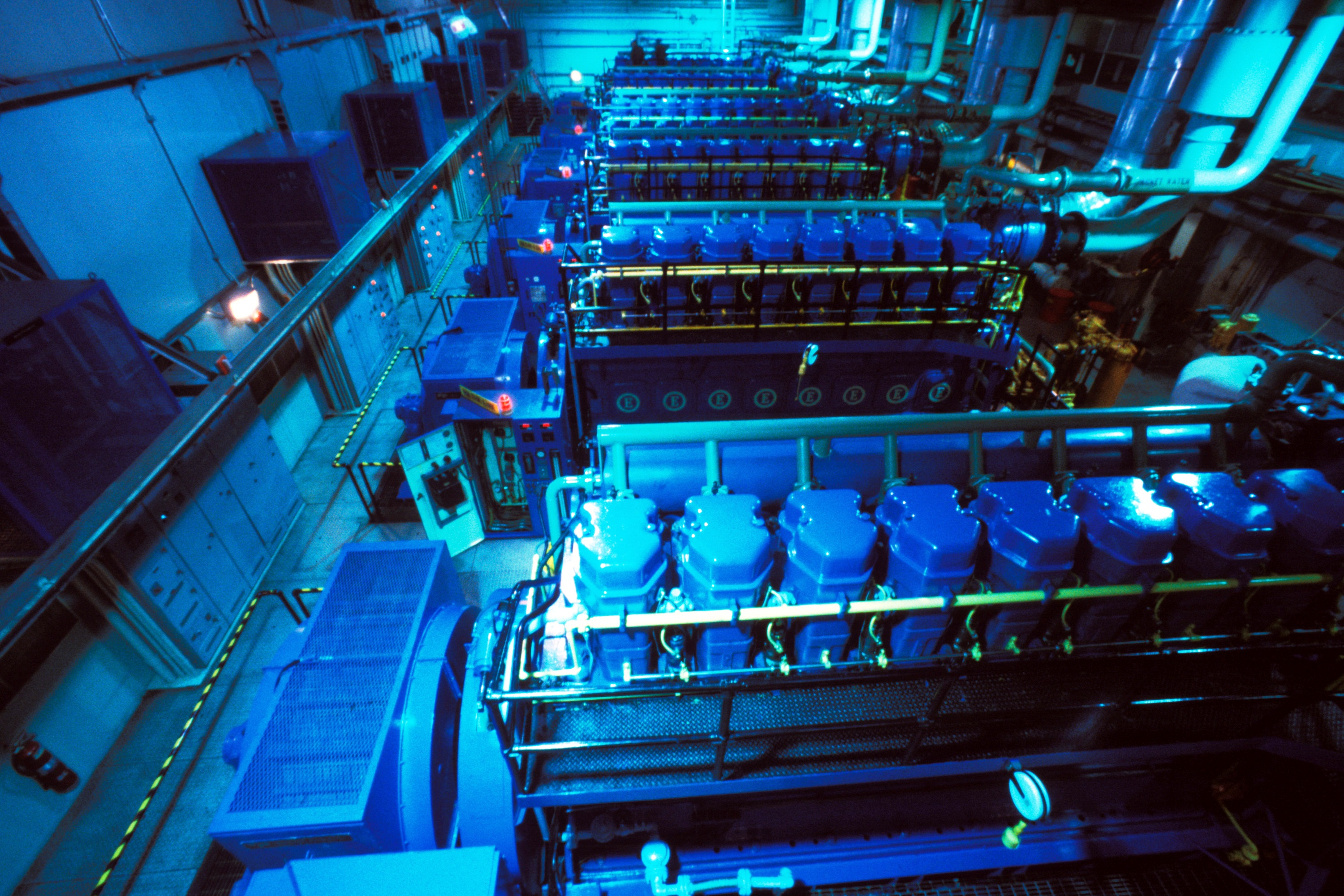
北美防空司令部地下的備用發電機組

## 外部連結
- Simple generator（页面存档备份，存于）
- Demonstration of an electrical generator（页面存档备份，存于）
- Short video of a simple generator（页面存档备份，存于）